# Шамсабад (Шамсабад)
Шамсабад (перс. شمس اباد) — село в Ірані, у дегестані Шамсабад, в Центральному бахші, шахрестані Ерак остану Марказі. За даними перепису 2006 року, його населення становило 76 осіб, що проживали у складі 24 сімей.

## Клімат
Середня річна температура становить 10,30°C, середня максимальна – 28,92°C, а середня мінімальна – -11,41°C. Середня річна кількість опадів – 245 мм.
| Клімат поселення                              | Клімат поселення | Клімат поселення | Клімат поселення | Клімат поселення | Клімат поселення | Клімат поселення | Клімат поселення | Клімат поселення | Клімат поселення | Клімат поселення | Клімат поселення | Клімат поселення | Клімат поселення |
| Показник                                      | Січ.             | Лют.             | Бер.             | Квіт.            | Трав.            | Черв.            | Лип.             | Серп.            | Вер.             | Жовт.            | Лист.            | Груд.            |                  |
| Середній максимум, °C                         | 4,87             | 6,61             | 10,55            | 17,12            | 22,45            | 27,50            | 28,92            | 28,68            | 24,18            | 17,98            | 11,42            | 6,07             |                  |
| Середня температура, °C                       | −3,27            | −1,53            | 2,42             | 8,99             | 14,32            | 19,38            | 23,26            | 23,02            | 18,51            | 12,33            | 5,76             | 0,44             |                  |
| Середній мінімум, °C                          | −11,41           | −9,66            | −5,72            | 0,85             | 6,19             | 11,24            | 17,60            | 17,37            | 12,87            | 6,68             | 0,12             | −5,23            |                  |
| Норма опадів, мм                              | 37               | 37               | 45               | 33               | 25               | 4                | 2                | 1                | 0                | 7                | 22               | 32               |                  |
| Середньомісячна швидкість вітру, м/с          | 1.25             | 2.04             | 2.37             | 2.69             | 2.35             | 2.21             | 2.10             | 2.01             | 2.02             | 1.90             | 1.80             | 1.30             |                  |
| Середньомісячна сонячна радіація, кДж/м²·день | 9653             | 12778            | 15469            | 18604            | 22609            | 26963            | 25911            | 24332            | 21518            | 16095            | 11344            | 9305             |                  |
| --------------------------------------------- | ---------------- | ---------------- | ---------------- | ---------------- | ---------------- | ---------------- | ---------------- | ---------------- | ---------------- | ---------------- | ---------------- | ---------------- | ---------------- |
| Джерело:                                      |                  |                  |                  |                  |                  |                  |                  |                  |                  |                  |                  |                  |                  |